# Бонтон
Бонтон (етикета, етикеција) представља скуп правила о пристојном понашању у друштву. Означава фино понашање и леп начин изражавања добро васпитаних и образованих људи. Ова правила се разликују у различитим друштвеним срединама и подложна су променама. Реч бонтон потиче од француског термина bon ton, што значи добар тон, отмено држање.

## Појам бонтона
Бонтон означава правила лепог и пристојног понашања у свакодневном животу. Представља смернице понашања за све, увек и свуда. Мишљење да бонтон представља лепо понашање у високом друштву је погрешно. Текуће потребе људи захтевају стално мењање, усавршавање и прилагођавање бонтона.  Сврха бонтона није да спутава људе јер је прилагодљив ситуацији и атмосферу чини пријатном. Уважавање правила понашања на неким местима показује да их поштујемо (на пример позоришта, црква и сл.) Основне норме лепог понашања доводе до хармоничних међуљудских односа. Бонтон који би био применљив свуда на свету не постоји, али постоје правила чије поштовање човека дефинише као хумано и разумно биће. Великим делом бонтон се базира на традицији.

### Књига о лепом понашању
Појам Бонтон се најчешће користи и као назив за књигу о лепом понашању. У таквој књизи најчешће су пописана и објашњена правила понашања у различитим животним ситуацијама и друштвеним контактима, као што су:
- Понашање на јавном месту,
- Понашање у породици, у друштву, у школи, на радном месту,
- Понашање приликом посета и пријема,
- Понашање на путовању,
- Понашање за столом,
- Култура становања,
- Очување животне средине и др...

## Историјат
Норме друштвеног понашања датирају још од времена настанка првобитне људске заједнице, али је прва књига о овој теми написана у 16. веку. Аутор прве књиге о бонтону је монсињор Делаказа, црквени великодостојник и научник. Ова књига је имала за задатак да разграничи друштвене слојеве: богати су морали да поштују правила лепог понашања, а иста та правила су прост народ осуђивала да такав и остане. Лепи манири нису увек били прихваћени са одобравањем, па је тако, на пример, виљушка сматрана ђаволским инструментом или женским прибором, а њена употреба знаком декаденције.

### Бонтон у различитим цивилизацијама
У зависности од културе варирају многи манири. Јапанци се, на пример, у знак поштовања дубоко клањају, док се Инуити поздрављају трљањем носа о нос. Припадници једног племена у Јужној Африци плачу од среће кад се виде, а у Пакистану се жене поздрављају љубљењем у образ, руку и плетеницу. Један од манира, који је у нашој култури неприхватљив, а код неких народа представља основу пристојности, је подригивање као похвала домаћици због укусног оброка.

## Сврха бонтона
Правила лепог понашање имају сврху да омогуће појединцу да се пријатно осећа у друштву, а и да при томе не узнемирава друге. Када у једном друштву правила бонтона преовладају, она постају заштита од неотесаних и непристојних људи. Много књига је написано на тему лепог понашања.

## Учење бонтона
Основе бонтона уче се и прихватају у најмлађем узрасту, у породици, а усавршавају у школи и у контакту са другим људима. Већина правила која уносе непотребне формалности временом су са правом избачена из употребе, а преостала се прилагођавају савременим условима.

### Интернет бонтон
Интернет бонтон, технолошки бонтон или нететикеција (енгл. net и фр. etiquette) представља неформалне смернице о прихватљивом понашању на интернету, које су формулисали корисници интернета. То су општеприхваћени стандарди понашања код размене електронске поште, у дискусионим групама, четовима, FTP-у и уопште WWW и друштвеним мрежама насталим у посљедњој деценији.

### Цветни бонтон
Занимљив сегмент бонтона је и цветни бонтон. Овај бонтон одређује правила поклањања цвећа у различитим ситуацијама и различитим особама. Када се цвеће поклања у букет треба да буде направљен од непарног броја цветова. Паран број резервисан је за сахране. Када се цвеће не доставља лично, у букет се обавезно оставља порука. Осим тога сваки цвет има своје значење, па и ту треба бити обазрив:
- Божур је симболише срећан брак, као и узвишеност и елеганцију,
- Црвени каранфил или ружа симболише жртвовање, милост и љубав,
- Бели каранфил или ружа симболише чистоту и невиност,
- Ружичасти каранфил симболише љубавну наклоност,
- Хризантема се најчешће користи за сахране и венчања,
- Љиљан симболише узвишеност, чистоту, бескрајну лепоту, срећу или бесмртност,
- Орхидеја симболише егзотичност, префињеност, екстравагантност, романсу, еротику и жељу за интимношћу,
- Ирис (перуника) симболише достојанство, храброст или славу,
- Жута ружа симболише весеље, задовољство, али и неверство и љубомору,
- Наранџаста ружа симболише жудњу и опчињеност,
- Ружа бледо љубичасте боје симболише љубав на први поглед
- Розе ружа симболише захвалност, дивљење, нежност или брижност,
- Беж ружа симболише пријатељство,
- Сунцокрет симболише дивљење и снагу,
- Нарцис симболише самољубивост, неузвраћену љубав, али и нови почетак,
- Лала симболише богатство, раскош, лепоту, али и охолост, чежња, заљубљеност и љубав.